# Jatropha maheshwarii
Jatropha maheshwarii là một loài thực vật có hoa trong họ Đại kích. Loài này được Subram. & Nayar mô tả khoa học đầu tiên năm 1965.